# Solegnathus dunckeri
Solegnathus dunckeri é uma espécie de peixe da família Syngnathidae.
É endémica da Austrália.
Os seus habitats naturais são: mar aberto, mar costeiro, pradarias aquáticas subtidais, recifes de coral e águas estuarinas.